# Josh Katz
Joshua "Josh" Katz (ur. 29 grudnia 1997) – australijski judoka. Dwukrotny olimpijczyk. Zajął siedemnaste miejsce w Rio de Janeiro 2016 i w Paryżu 2024.
Uczestnik mistrzostw świata w 2017, 2019 i 2021. Startował w Pucharze Świata w latach 2014-2019 i 2022-2024. Brązowy medalista igrzysk Wspólnoty Narodów w 2022. Zdobył sześć medali w kontynentalnych zawodach w strefie Oceanii, w latach 2015 - 2023. Mistrz Australii w 2015, 2017, 2019 i 2022 roku.
Pochodzi z rodziny żydowskiej. Jego brat Nathan Katz był olimpijczykiem w judo z Rio de Janeiro 2016 i Tokio 2020, a matka Kerrye Katz brała udział w pokazowym turnieju w Seulu 1988.

## Letnie Igrzyska Olimpijskie 2016
| Konkurencja | Eliminacje                 | Klas. końcowa |
| Konkurencja | Przeciwnik I               | Miejsce       |
| ----------- | -------------------------- | ------------- |
| 60 kg       | Diyorbek Urozboyev (UZB) P | 17.           |

## Letnie Igrzyska Olimpijskie 2024
| Konkurencja | Eliminacje             | Klas. końcowa |
| Konkurencja | Przeciwnik I           | Miejsce       |
| ----------- | ---------------------- | ------------- |
| 60 kg       | Andrea Carlino (ITA) P | 1 runda       |